# Andreas Steinhuber
Andreas kardinal Steinhuber, S.J., nemški rimskokatoliški duhovnik in kardinal, * 11. november 1824, Uttlau, † 15. oktober 1907, Rim.

## Življenjepis
16. januarja 1893 je bil povzdignjen v kardinala in pectore.
18. maja 1894 je bil ponovno povzdignjen v kardinala in imenovan za kardinal-diakona S. Agata de' Goti.
12. decembra 1895 je bil imenovan za prefekta Kongregacije za odpustke in relikvije; 1. oktobra 1896 je bil imenovan še za prefekta Indexa.
Umrl je 15. oktobra 1907.